# 桂西僮族自治州

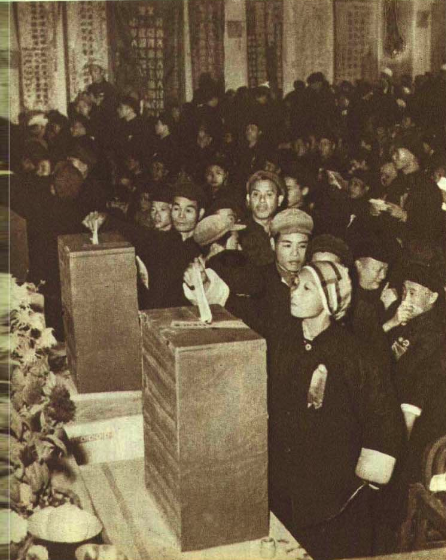
1952年12月6日广西南宁，桂西侗族自治区选举

桂西僮族自治州，中华人民共和国广西省旧行政区划名，在今广西壮族自治区境。
1956年由桂西僮族自治区改置（副省级），自治州人民政府驻南宁市。辖
- 百色专区：百色、西隆、田阳、万冈→巴马瑶族自治县、田林、敬德、凤山、田西、天保、乐业、向都、凌云、田东等县
- 宜山专区：辖宜山、天峨、罗城、南丹、河池、环江、忻城、柳江、柳城、来宾、融县、三江→三江侗族自治县、石龙、大苗山苗族自治县
- 自治州直辖：凭祥镇（县级）→凭祥市；邕宁、宾阳、横县、武鸣、上林、马山、崇左、隆安、龙津、大新、镇都→天等、扶绥、上思、宁明14县和都安瑶族自治县。

1957年，镇都县改名天等县。1958年，成立省级广西僮族自治区，同时撤销桂西僮族自治州。百色、宜山2专区由广西僮族自治区直辖；复设邕宁专区，原由桂西僮族自治州直辖的1市、14县、1自治县划归邕宁专区。